# Critó (diàleg platònic)
El Critó és un diàleg escrit per Plató, amb Sòcrates i Critó d'Atenes com a interlocutors.
En aquesta obra, Critó, el dia abans de la mort de Sòcrates, es presenta a la seva cel·la i li ofereix de fugir d'Atenes, per tal d'evitar la condemna per impietat (i altres pressuposats delictes) a la qual ha estat sotmès. Però Sòcrates, argumentant que no es pot trencar les lleis "que van fer que ton pare es casés amb ta mare", es nega a escapar.
El diàleg Critó és dels primers temps de Plató, i prepara algunes de les bases per a les seves obres futures.

## Primera part (43a-44b)
Sòcrates es desperta i veu Critó, li pregunta com és que el guardià de la presó l'ha deixat passar. Critó li respon que de tant anar per allà s'ha fet amic seu, ja que ha rebut alguna gratificació per part seva. També li pregunta si fa gaire estona que és allà mirant-lo com dormia. Critó li respon que sí, però que no volia despertar-lo en aquesta situació.
També, Critó se sorprèn de la tranquil·litat amb què Sòcrates espera la mort, i Sòcrates li respon que no seria normal a la seva edat anar ploriquejant perquè s'ha de morir.
Després, Critó li comunica que el vaixell procedent de Delos (amb la vinguda del qual Sòcrates ha de morir) ja és a Súnion i, per tant, arribarà aquell mateix dia. Sòcrates li respon que ell no creu que retorni aquell dia sinó dos dies després perquè ha tingut un somni en el qual una dona vestida de blanc li diu que arribarà al tercer dia als camps fèrtils de Ftia (Ilíada 9, 363).

## Segona part (44b-46a)
Després Critó intenta, mitjançant una sèrie d'arguments, convèncer Sòcrates perquè fugi.
El primer que li diu és que, si no se salvés, es veuria privat d'un molt bon amic; el segon és que la gent no es creuria que Sòcrates no ha volgut escapar i pensarien que, en realitat, els seus amics s'estimen més els diners que a Sòcrates, i això seria molt vergonyós.
Després li explica que si el que li preocupa són els sicofants, no ha de tenir por perquè són tan barats que no costaria gens fer-los callar amb una mica de diners.
També li comenta que no té per què preocupar-se d'on anar, ja que pot anar a Tessàlia, on uns amics de Critó l'acolliran amb els braços oberts.
A més, li diu que quedar-se allà seria com trair-se a si mateix.
Després li parla dels fills, diu que no pot abandonar els seus fills, que els fills s'han de cuidar i no deixar-los sols.
Finalment, li diu que seria de covards agafar el camí més fàcil (deixar-se morir) i no el més difícil, és a dir, salvar la vida.

## Tercera part (46b-50a)
Més tard, Sòcrates respon als arguments de Critó i dona arguments de per què no ha de marxar.
El primer que diu Sòcrates és que tot el que havia dit durant el judici i durant tota la seva vida no pot, ara que les circumstàncies són desfavorables, tirar-ho per terra i fer-se'n enrere.
També li diu que el més important no és viure sinó viure bé.
Li diu també que mai s'ha de tornar una injustícia amb més injustícia, ja que la injustícia és més perjudicial per a qui la comet que per a qui la pateix.

### Sòcrates, Critó i "les lleis" (50a-54d)
Finalment, Sòcrates fa com si parlés amb les lleis, per fer entendre a Critó el seu punt de vista.
El primer que "les lleis" li diuen a Sòcrates és que, en certa manera, si Sòcrates fugís seria com destruir la ciutat, perquè unes lleis que no es compleixen no són lleis i sense lleis no pot existir una ciutat.
Després "les lleis" li pregunten què té Sòcrates contra elles, ja que sempre ha estat d'acord amb elles, no va posar cap objecció a les lleis que van permetre que el seu pare es casés amb la seva mare, ni a les lleis que el van educar.
"Les lleis" també li diuen que, si alguna vegada no ha estat content amb elles o les ha cregudes injustes, podia haver-se'n anat i ningú li ho hauria prohibit, però no ho va fer i això fa pensar que les considera justes.
També li diuen "les lleis" que, encara que fugi, no se'n podrà anar a una ciutat amb bones lleis perquè hi arribarà com un enemic, perquè seria un destructor de lleis. I si se'n va a una ciutat amb males lleis, no podrà viure com sempre, perquè ¿quin sentit pot tenir parlar de la virtut havent fet una cosa tan injusta?
I, respecte als fills, no els seria gens favorable viure en una ciutat sense cap mena de llei i a més com a estrangers.
Per altra banda, podrien cuidar els seus fills els seus amics si va a Tessàlia, com si va a l'hades.

### Conclusió
Ja més tranquil, Critó accepta la decisió de Sòcrates.